# Томо П. Ораовац
Томо П. Ораовац (Ораово, 6/18. октобар 1853 — Београд, 3. март 1939) био је српски књижевник, публициста, борац за уставне слободе у Црној Гори, инспектор Министарства за финансије и народни посланик.

## Животопис
Рођен је у селу Ораово у Кучима. Припадао је првој генерацији која се школовала у Цетињској богословији (1869—1872). Након завршеног школовања је радио као учитељ, у Даниловграду, а затим у основној школи на Цетињу, а где је брзо затим постао и њен управитељ. Иницирао је сазивање прве скупштине црногорских учитеља, на којој се залагао за једнобразну наставу и укидање телесне казне у школама.
Током Вељег рата је обављао значајне дужности у снабдевању херцеговачких избеглица храном. Године 1876. године књаз Никола је га је поставио за главног администратора за пријем хране и помоћи из Русије. За саслуге указане црногорском народу је добио висока одликовања. Постављен је за главног интенданта у Бару, где је остао до 1881. Био је иницијатор оснивања Барске Српске народне читаонице, коју су подржали најугледнији грађани, чак и они који нису били писмени.
Заједно са неким истакнутим и слободоумним Црногорцима, покренуо је акцију за успостављање демократског и парламентарног режима.
У односу на апсолутистички режим тадашњег књаза, касније Николе је био у опозицији, протеран је из Црне Горе 1883. године и прешао је у Србију.
Служио је као чиновник у полицији и у Министарству финансија. Радио је као срескин начелник, порезник, контролор и инспектор у Министарству финансија и на том положају је остао све до пензионисања, након педесет година рада у државној служби.
Између два светска рата био је члан Радикалне странке Стојана Протића. Био је члан Друштва за проучавање историје Црне Горе као његов председник и предавач.
Бавио се књижевношћу и публицистиком. Још као млад је почео да пише лирску и епску поезију. Неке од његових песама, које су настале још у периоду док је живео у Црној Гори, постале су веома популарне.
Писао је о Цетињском манастиру и о вековној независности Црне Горе у Зетском гласнику. Пред смрт је припремио за штампу „Знамените Црногорке”, које су објављене наредне године.
Сахрањен је у Београду на Новом гробљу, у близини цркве свеог Николе. Изнад гроба је биста са приказом његове главе.

## Дела

### Књиге
- „Три знаменита Херцеговца”, Београд (1908)
- „Арбанашко питање и српско право”, Београд (1913)
- „Писмо Његовом Величанству Краљу Николи I”, Њујорк (1917) и Подгорица (2017)
- „Ловћенска анатема”, Женева (1918)
- „Војвода Трипко Џаковић”, Цетиње (1935)
- „Ратовање на Скадарском језеру. Освајање града Жабљака”, Београд (1935)
- „Знамените Црногорке”, Земун (1940)

### Чланци
- „Имовина Цетињског манастира, Иван бегово завештање”, Зетски гласник, Цетиње 8/1936, бр. 33, 2.
- „О вјековној независности Црне Горе, Зетски гласник”, 7/1935, бр. 1-4, 4-5.